# IHF Super Globe
O  IHF Super Globe (também conhecido como Campeonato do Mundo de Clubes ou simplesmente Mundial de Clubes) é uma competição de andebol organizada pela IHF e disputada entre clubes campeões de todas as confederações continentais.
A 7 de Dezembro de 2018 a IHF anunciou a mudança da sede do Super Globe para Arábia Saudita por 4 anos, até 2022.

## Critérios de participação
Para além do campeão de cada uma das 6 confederações de andebol, participa o campeão em título, o campeão do país sede e ainda 2 wildcards por convite da IHF.
| Vaga                                                 | Competição                                                               |
| ---------------------------------------------------- | ------------------------------------------------------------------------ |
| Campeão em título                                    | Edição anterior                                                          |
| Confederação Africana de Andebol                     | Vencedor da Supertaça da CAHB                                            |
| Federação Asiática de Andebol                        | Vencedor da Liga dos Campeões de Andebol da Ásia                         |
| Federação de Andebol da Oceania                      | Vencedor da Taça dos Campeões de Andebol da Oceania                      |
| Confederação de Andebol da América do Norte e Caribe | Vencedor da Campeonato de Clubes de Andebol da América do Norte e Caribe |
| Confederação de Andebol da América do Sul e Central  | Vencedor da Campeonato de Clubes de Andebol da América do Sul e Central  |
| Federação Europeia de Andebol                        | Vencedor da Liga dos Campeões da EHF                                     |
| País anfitrião                                       | Campeão nacional do país sede                                            |
| Wildcard                                             | Convite                                                                  |
| Wildcard                                             | Convite                                                                  |

## Estatísticas
| 1997 Detalhes | Viena  | CB Cantabria                  | 30–29          | Drammen HK          | Doosan KyungWol   | 33–27          | HC Stadtwerke Bruck      |
| 2002 Detalhes | Doha   | Al-Sadd                       | Fase de grupos | SC Magdeburg        | Metodista SBC     | Fase de grupos | Al-Salmiya               |
| 2007 Detalhes | Cairo  | CB Ciudad Real                | Fase de grupos | Al-Ahly             | MC Alger          | Fase de grupos | Metodista SBC            |
| 2010 Detalhes | Doha   | CB Ciudad Real                | 30–25          | Al-Sadd             | Zamalek           | 33–22          | Al-Sadd                  |
| 2011 Detalhes | Doha   | THW Kiel                      | 28–25          | CB Ciudad Real      | As-Sadd           | 28–23          | Zamalek SC               |
| 2012 Detalhes | Doha   | BM Neptuno/Atlético de Madrid | 28–23          | THW Kiel            | Al-Sadd           | 32–26          | Zamalek                  |
| 2013 Detalhes | Doha   | FC Barcelona                  | 27–25          | HSV Hamburg         | El Jaish          | 27–20          | Étoile Sportive du Sahel |
| 2014 Detalhes | Doha   | FC Barcelona                  | 34–26          | Al-Sadd             | Flensburg         | 27–17          | El Jaish                 |
| 2015 Detalhes | Doha   | Füchse Berlin                 | 28–27          | Veszprém            | Barcelona         | 30–20          | Universidade de Sydney   |
| 2016 Detalhes | Doha   | Füchse Berlin                 | 29–28          | Paris Saint-Germain | Vive Targi Kielce | 36–25          | Al-Sadd                  |
| 2017 Detalhes | Doha   | FC Barcelona                  | 29–25          | Füchse Berlin       | RK Vardar         | 37–19          | Al-Sadd                  |
| 2018 Detalhes | Doha   | FC Barcelona                  | 29–24          | Füchse Berlin       | Montpellier       | 33–23          | Al-Sadd                  |
| 2019 Detalhes | Dammam | FC Barcelona                  | 34–32          | THW Kiel            | RK Vardar         | 30–26          | Al Wehda                 |
| 2020 Detalhes | Dammam |                               |                |                     |                   |                |                          |
| 2021 Detalhes | Dammam |                               |                |                     |                   |                |                          |
| 2022 Detalhes | Dammam |                               |                |                     |                   |                |                          |

## Recordes

### Por Clubes
| Rank | Clube                 | Campeão | Vice-campeão | Terceiro Colocado | Anos como Campeão            |
| ---- | --------------------- | ------- | ------------ | ----------------- | ---------------------------- |
| 1    | Barcelona             | 5       | 0            | 1                 | 2013, 2014, 2017, 2018, 2019 |
| 2    | Füchse Berlin         | 2       | 2            | 0                 | 2015, 2016                   |
| 3    | CB Ciudad Real        | 2       | 1            | 0                 | 2007, 2010                   |
| 4    | Al-Sadd               | 1       | 2            | 1                 | 2002                         |
| 5    | THW Kiel              | 1       | 2            | 0                 | 2011                         |
| 6    | BM Atlético de Madrid | 1       | 0            | 0                 | 2012                         |
| 6    | CB Cantabria          | 1       | 0            | 0                 | 1997                         |
| 8    | Al-Ahly               | 0       | 1            | 0                 |                              |
| 8    | HSV Hamburg           | 0       | 1            | 0                 |                              |
| 8    | SC Magdeburg          | 0       | 1            | 0                 |                              |
| 8    | Veszprém              | 0       | 1            | 0                 |                              |
| 8    | Drammen HK            | 0       | 1            | 0                 |                              |
| 8    | Paris Saint-Germain   | 0       | 1            | 0                 |                              |
| 14   | RK Vardar             | 0       | 0            | 2                 |                              |
| 15   | GS Pétroliers         | 0       | 0            | 1                 |                              |
| 15   | Metodista SBC         | 0       | 0            | 1                 |                              |
| 15   | Zamalek               | 0       | 0            | 1                 |                              |
| 15   | Flensburg-Handewitt   | 0       | 0            | 1                 |                              |
| 15   | Al-Sadd               | 0       | 0            | 1                 |                              |
| 15   | Doosan KyungWol       | 0       | 0            | 1                 |                              |
| 15   | FEl-Jaish             | 0       | 0            | 1                 |                              |
| 15   | Vive Targi Kielce     | 0       | 0            | 1                 |                              |
| 15   | Montpellier           | 0       | 0            | 1                 |                              |

- Observações:

GS Pétroliers (ex. MC Alger)

### Por País
| Rank  | Nação              | Campeão | Vice-campeão | Terceiro Colocado | Total |
| ----- | ------------------ | ------- | ------------ | ----------------- | ----- |
| 1     | Espanha            | 9       | 1            | 1                 | 11    |
| 2     | Alemanha           | 3       | 6            | 1                 | 10    |
| 3     | Qatar              | 1       | 2            | 2                 | 5     |
| 4     | Egipto             | 0       | 1            | 1                 | 2     |
| 4     | França             | 0       | 1            | 1                 | 2     |
| 6     | Noruega            | 0       | 1            | 0                 | 1     |
| 6     | Hungria            | 0       | 1            | 0                 | 1     |
| 8     | Macedónia do Norte | 0       | 0            | 2                 | 2     |
| 9     | Argélia            | 0       | 0            | 1                 | 1     |
| 9     | Brasil             | 0       | 0            | 1                 | 1     |
| 9     | Líbano             | 0       | 0            | 1                 | 1     |
| 9     | Coreia do Sul      | 0       | 0            | 1                 | 1     |
| 9     | Polónia            | 0       | 0            | 1                 | 1     |
| Total | Total              | 13      | 13           | 13                | 39    |